# 리엄 오닐
리엄 오닐(영어: Liam O'Neil, 1993년 7월 31일, 웨일스 ~ )은 잉글랜드의 프로 축구 선수이다. 현재 소속팀은 케임브리지 유나이티드 FC이며 포지션은 수비수로 활약한다.